# Sega Mega-Tech
La Sega Mega-Tech es una videoconsola de arcade lanzada por Sega en 1989. Está basada en el hardware de la Sega Mega Drive, y es más o menos idéntica. Tiene la misma funcionalidad que de la PlayChoice-10 de Nintendo, donde los créditos obtenidos daban al usuario un período de tiempo en lugar de vidas (usualmente 1 minuto por crédito), y podían cambiar de juegos entre el período.
Algunas cosas fueron omitidas, tal y cual el hardware de expansión que permitía la compatibilidad con la Sega CD o Sega 32X, ya que éstas aún no habían sido desarrolladas en ese punto, así que era poco probable que fuera anexado en una arcade de expansión. El circuito impreso de la Mega-Tech permitían mostrar los datos en un segundo monitor, que contenía la lista de juegos instalada en la máquina y las instrucciones para controlar el juego, información de 1 o 2 jugadores, y una corta sinopsis de cada juego. El segundo monitor también mostraba el tiempo restante de juego.
Ya que la máquina era básicamente una Mega Drive con control de tiempo, portar juegos para la Mega-Tech era una tarea sencilla, y por eso, muchos juegos fueron lanzados, muchos de ellos eran títulos populares, como Streets of Rage, Revenge of Shinobi, Golden Axe, Sonic the Hedgehog y muchos más. La habilidad de portar juegos de la Sega Master System también era posible, pero menos juegos de la Master System fueron portados que de la Mega Drive. Algunos eran el Shinobi original, Outrun y After Burner.
La Sega Mega-Tech fue lanzado en Europa, Australia y Asia (incluyendo Japón), pero no en América del Norte.